# Colin McRae
Colin Steele McRae (Lanark, 5 agosto 1968 – Lanark, 15 settembre 2007) è stato un pilota di rally britannico, campione del mondo nel 1995.
Figlio del cinque volte campione britannico di rally Jimmy e fratello di Alister anch'egli rallista, Colin fu il più vincente della famiglia, arrivando a essere il più giovane pilota ad aver vinto il campionato del mondo di rally, grazie alla vittoria nel 1995 all'età di 27 anni e 109 giorni, record che durò fino al 2022.

## Biografia
Colin McRae ha iniziato la sua carriera di pilota nel 1986 a bordo di una Hillman Avenger, ma i suoi primi risultati li ottenne su una Talbot Sunbeam. Cominciò a farsi conoscere, per le sue doti di velocità e stile di guida, nel campionato scozzese di rally; per il suo modo di guidare venne accomunato ad altri campioni quali Ari Vatanen, pilota che McRae stimava.
Dopo l'esperienza alla Talbot passò alla Vauxhall Nova e successivamente alla Ford Sierra Cosworth. Nel 1987 esordì nel WRC partecipando con la Vauxhall al Rally di Svezia, a cui prese parte anche nel 1989 con la Ford Sierra classificandosi 15º. Nel 1989, sempre con la Ford Sierra Cosworth, partecipò al Rally di Nuova Zelanda finendo al quinto posto. Nel 1991 infine si unì al team Prodrive Subaru per partecipare al campionato britannico, che vinse nel 1991 e nel 1992 a bordo di una Subaru Legacy Gruppo A.
Si stabilì nel Principato di Monaco nel 1995 grazie all'amicizia con David Coulthard; mantenne tuttavia saldi legami con la madrepatria scozzese. McRae è stato sposato con Alison, dalla quale ha avuto due figli, Ollie e Johnny. Il fratello, Alister McRae, anch'egli pilota di rally, ha vinto nel 1995 il campionato di rally britannico; la sorella è medico all'ospedale universitario di Durham. Dopo il suo ritiro dal campionato del mondo rally 2003, McRae si ristabilì in Scozia.
Il 15 settembre 2007 McRae ha perso la vita, insieme al figlio Johnny di 5 anni e altre due persone (l'amico Graeme Duncan e un altro bambino di 6 anni, Ben Porcelli), in un incidente col suo elicottero, un Eurocopter AS350, pilotato dallo stesso McRae; il velivolo è precipitato dopo aver urtato le cime di alcuni alberi ed è stato subito divorato dalle fiamme che si sono sviluppate dopo la collisione col suolo.

## Il campionato mondiale rally

### L'esperienza in Subaru e il titolo mondiale 1995

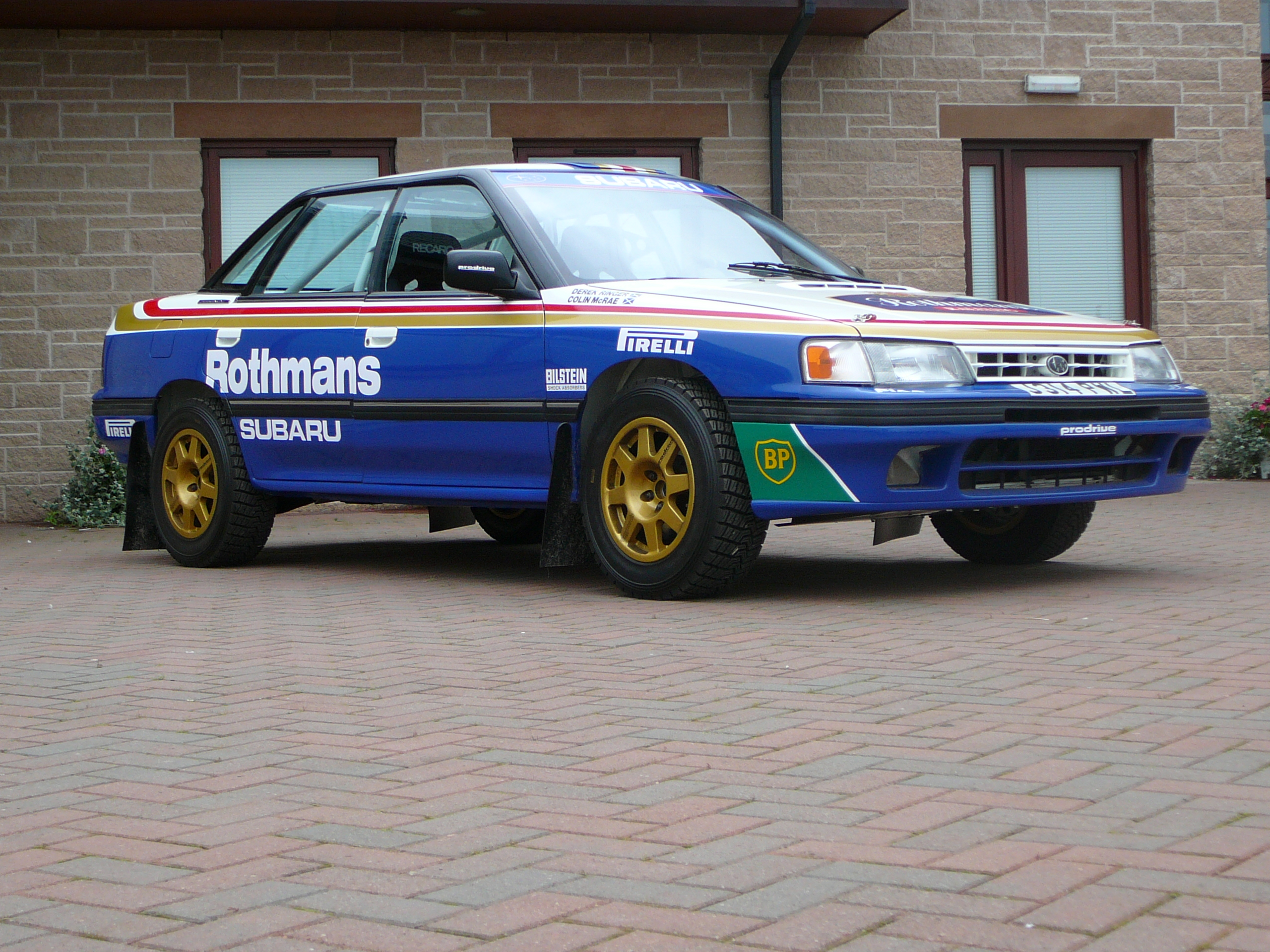
Subaru Legacy RS di Colin, una delle prime vetture guidate dal pilota scozzese

Dopo aver vinto per due volte di fila il campionato britannico, vincendo 10 delle 12 gare disputate, il team Prodrive, di cui lo scozzese faceva parte, gli offrì la possibilità di partecipare al campionato del mondo rally. Il suo compagno di squadra per la stagione 1993 fu Ari Vatanen, la vettura designata era la Subaru Legacy, pronta per andare in pensione non appena avesse vinto una gara mondiale. McRae durante la stagione si rivelò molto falloso, ma conquistò anche due podi, terminando al 3º posto al Rally di Svezia e conseguendo una brillante vittoria al rally della Nuova Zelanda. Questa fu la prima ed ultima vittoria per la Subaru Legacy, che fu sostituita dalla nuova Subaru Impreza. Saltando il Rally di Finlandia, gara-debutto dell'Impreza, dove fu sostituito da Markku Alén, McRae terminò la stagione 1993 al 5º posto assoluto con 50 punti conquistati.

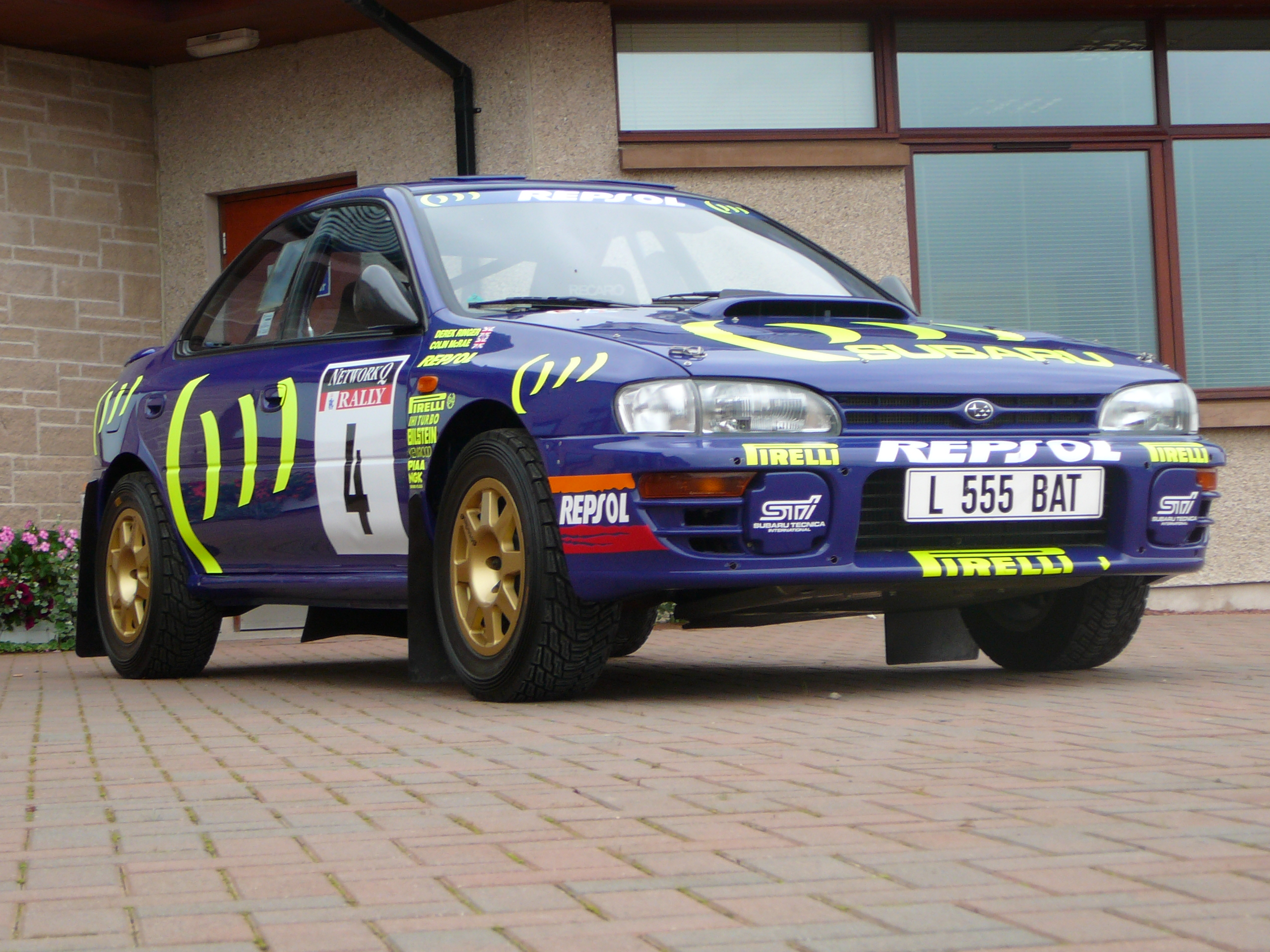
Subaru Impreza con cui Colin si è laureato come più giovane campione del mondo nel WRC

La stagione 1994 fu caratterizzata dalla nuova Subaru Impreza e dall'arrivo di Carlos Sainz come compagno di squadra. Dopo una brutta partenza a Monte Carlo, dove conquista 1 punto ma rimane a secco di punti per 5 gare, il tutto si risolse con la sua seconda vittoria in Nuova Zelanda, dopo una valida gara. Colin conquistò ancora 8 Punti a Sanremo e terminò la stagione vincendo la gara di casa, il Rally di Gran Bretagna. Il quarto posto con 49 punti ed il buon finale di stagione furono i migliori presupposti per lanciarlo nella stagione 1995.
La stagione inizia con lo stesso schieramento, con Carlos Sainz come compagno di squadra e Derek Ringer come navigatore. Ancora una volta parte male la stagione, con due ritiri di fila al Rally di Monte Carlo e in Svezia, seguiti a un terzo posto in Portogallo. Ma per la terza volta consecutiva Colin vince in Nuova Zelanda dove il compagno Sainz, leader del mondiale, non è al via per un infortunio. Da lì è un finale in crescendo; termina secondo in Australia e in Spagna, dove dovette rinunciare al successo: Colin stava lottando per la vittoria con il compagno di squadra Sainz, quando David Richards, direttore della Prodrive, ordinò di congelare le posizioni, con Sainz davanti e McRae dietro. Nonostante questo lo scozzese decide di continuare a forzare il ritmo e va in testa, anche Sainz non si tira indietro e ricomincia ad attaccare. McRae è in testa a fine gara ma prende apposta una penalità prima del palco d'arrivo facendo vincere Sainz.
Intanto le Toyota vengono squalificate e così lo spagnolo è anche il suo unico rivale per il campionato, che si deciderà all'ultima gara in Galles, dove i due partono a pari punti. McRae è autore di una prestazione consistente sulle strade di casa e si aggiudica il suo primo ed unico campionato del mondo Rally.

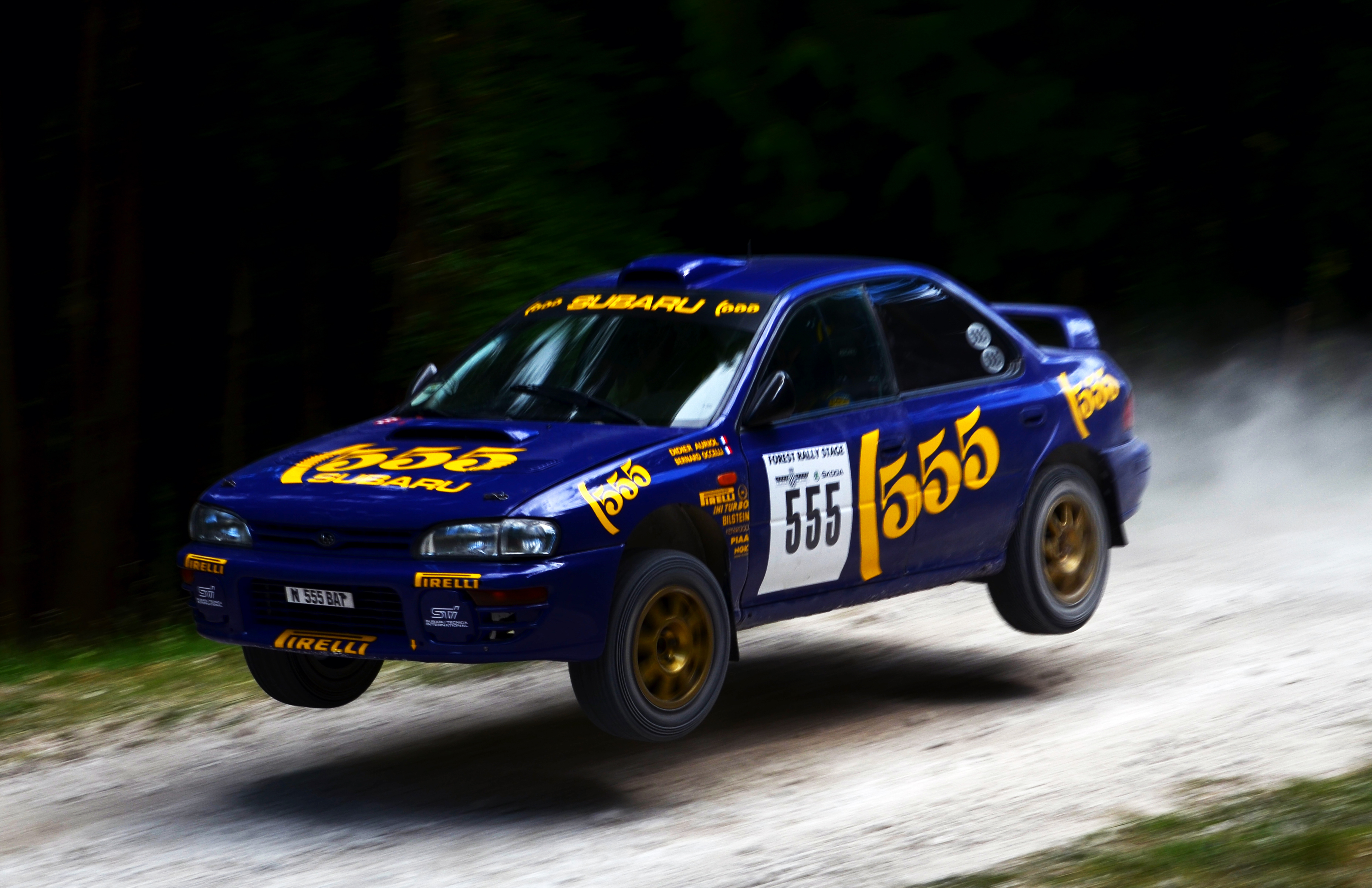
Una Subaru Impreza 555 Gruppo A, con cui McRae partecipò al campionato del mondo rally nel 1996

Il 1996 è l'ultimo anno delle vetture Gruppo A, McRae si ritrova in squadra con Kenneth Eriksson e l'italiano Piero Liatti.
Per McRae il 1996 è una stagione a luci e ombre, termina terzo in Svezia, prima gara della stagione, poi si ritira al Safari Rally e in Indonesia, vince all'Acropolis Rally, ma dopo i ritiri in Finlandia e Argentina, e il quarto posto in Australia, McRae non ha ormai possibilità di vincere il titolo, che va a Tommi Mäkinen con 2 gare d'anticipo.
McRae vince le ultime due gare a Sanremo e in Spagna e termina la stagione al 2º posto.
L'anno successivo è quello delle nuove World Rally Car, che vede McRae, sempre in Subaru, cambiare navigatore, passando da Derek Ringer a Nicky Grist. McRae va vicino al titolo, che gli sfugge per un solo punto, ma anche per qualche errore di troppo. Dopo i ritiri iniziali di Monte Carlo e Svezia, McRae trionfa al Safari, altri risultati degni di nota sono la vittoria in Corsica e il secondo posto in Argentina. Gara svolta della stagione è il Rally d'Indonesia, dove Mäkinen, leader del campionato, si ritira, e dove McRae, abbondantemente in testa, spreca l'occasione finendo contro un albero.
Sarà la svolta (a favore di Mäkinen) della stagione, stagione che finisce alla grande per Colin che vince le ultime tre gare a Sanremo (vittoria ottenuta per ordini di scuderia, con Piero Liatti costretto a dargli strada), Australia e Gran Bretagna. Colin finisce la stagione a un solo punto da Mäkinen.
La stagione 1998 non è una stagione da ricordare per McRae, la stagione che lo porterà a decidere di lasciare la Subaru a fine anno; dopo il terzo posto al Rally di Monte Carlo, McRae ottiene la vittoria in Portogallo, Corsica e Grecia, ma il filotto di risultati negativi in Nuova Zelanda (ritiro), Finlandia (ritiro), Sanremo (terzo assoluto) e Australia (quarto dopo una lunga serie di problemi) lo tagliano fuori dalla lotta per il campionato. In Gran Bretagna, sua ultima gara in Subaru, McRae è in lotta con Richard Burns per la vittoria quando il motore della sua Impreza lo tradisce.
Colin termina al 3º posto la stagione con 45 punti.

### Il passaggio in Ford e le ultime vittorie

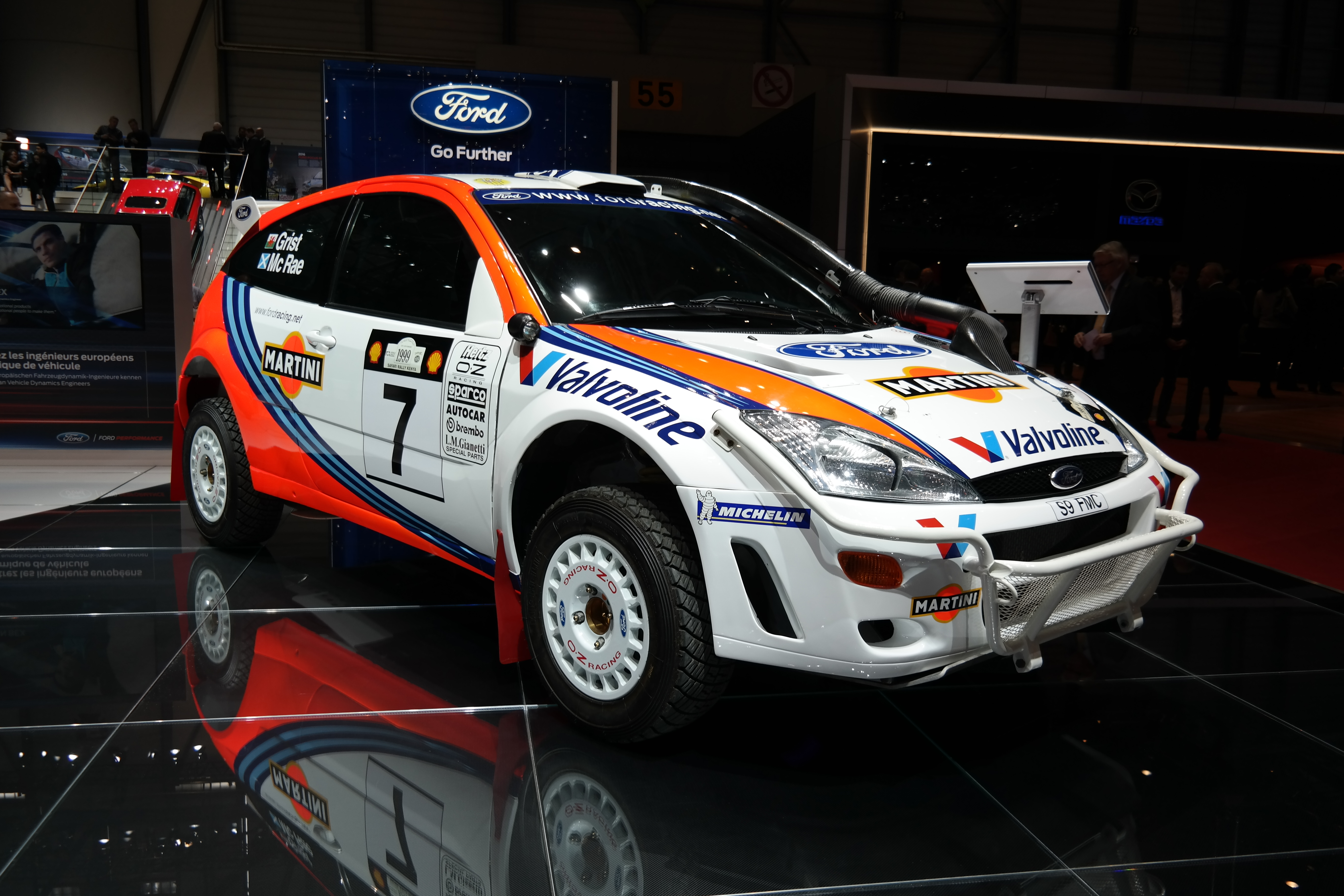
Una Focus WRC preparata per il rally Safari guidata da McRae

Per il Campionato del mondo rally 1999 decide di passare alla Ford con la nuova Focus, dove i suoi compagni di squadra sono
Simon Jean-Joseph, Thomas Rådström e Petter Solberg. La stagione inizia tutt'altro che positivamente, con una squalifica al rally di Monte-Carlo e un ritiro in Svezia. Le uniche grandi soddisfazioni sono le vittorie in Kenya e Portogallo oltre che un quarto posto in Francia, dopo essersi ritirato in Spagna. Dopo una stagione costellata di ritiri (dovuti non solo alla sua guida spericolata, ma anche alle imperfezioni della nuova vettura, al primo anno di mondiale) si classifica 6º nel campionato piloti con 23 punti.
La stagione 2000 viene confermato come prima guida al fianco di Carlos Sainz e, dopo un buon inizio di campionato con il terzo posto in Svezia e con le vittorie in Spagna e Grecia, si arrende solo a metà stagione con i secondi posti di Nuova Zelanda, Finlandia e Cipro. Al Tour de Corse è vittima di uno spaventoso incidente: durante una prova speciale, guidando come sempre al limite, affronta in sesta marcia una curva da quinta, anticipando la sterzata; la Focus del pilota scozzese urta una parete di roccia e precipita in un burrone a 160 km/h, 10 metri sotto la sede stradale. Rimasto bloccato nell'abitacolo per 45 minuti con una perdita di benzina che ha rischiato di far bruciare l'auto (peraltro sottosopra), McRae verrà infine estratto dalla vettura, riportando solamente la rottura dello zigomo sinistro; 19 giorni dopo si presenta al via del Rally di Sanremo dove si piazza 6º. Il titolo va a Marcus Grönholm con la Peugeot 206 WRC e McRae chiuderà al quarto posto con 43 punti.

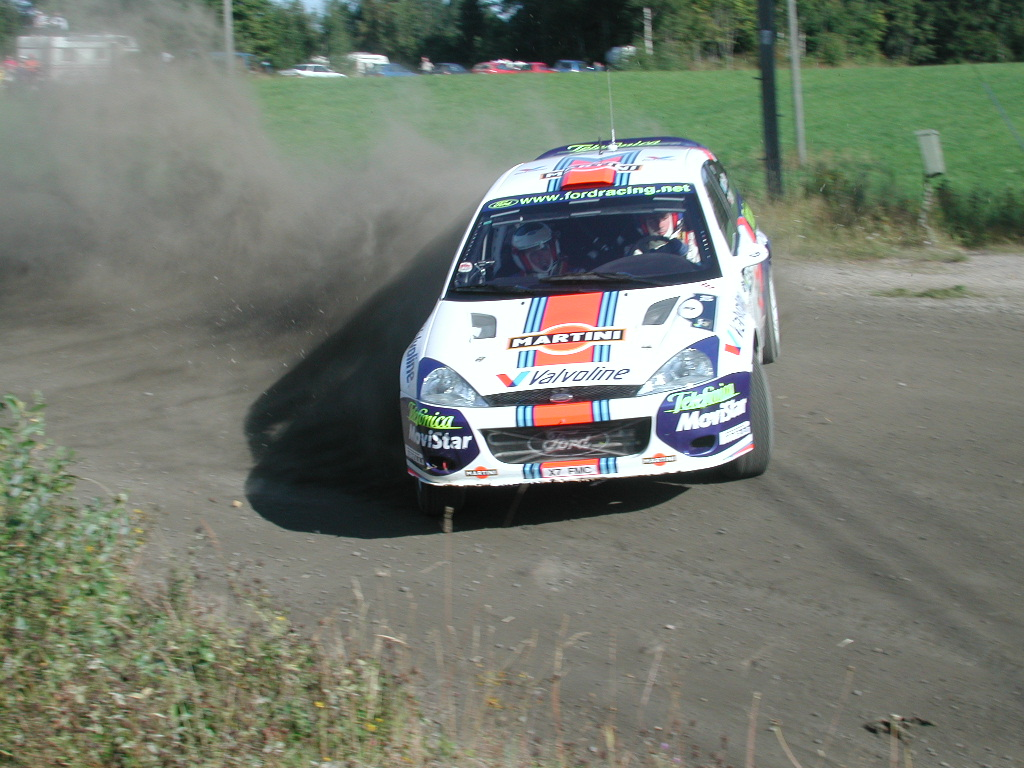
Colin al rally di Finlandia 2001 mentre svolge una frustata scandinava a bordo di una Focus WRC

Per il 2001 la squadra statunitense decide di ingaggiare il terzo pilota François Delecour. Le prime quattro gare non sono per niente esaltanti: tre ritiri (Monaco, Portogallo e Spagna) e il nono posto in Svezia. La classifica di McRae si risolleva brillantemente grazie a tre vittorie di fila Argentina, Cipro e Grecia, il terzo posto in Finlandia il secondo in Nuova Zelanda e il sesto in Australia. Al rally di Gran Bretagna accade di tutto: Tommi Mäkinen si ritira dopo una foratura ad uno pneumatico della sua Mitsubishi, a poche speciali alla fine lo scozzese danneggia irrimediabilmente la sua Focus mentre Richard Burns vince il mondiale con lo scozzese al secondo posto con 42 punti.
Per il 2002, come terzo pilota viene ingaggiato Markko Märtin; la stagione inizia con un quarto posto a Monte-Carlo, un sesto in Svezia, in Spagna e a Cipro; in Argentina McRae finisce al terzo posto e vince sia in Grecia che in Kenya. In Germania conclude quarto lontano da Sébastien Loeb con la Citroën Xsara WRC, a Sanremo conclude ottavo e in Gran Bretagna è quinto al traguardo. Terminerà il campionato al quarto posto con 35 punti.

### La stagione in Citroën
Nel 2003 Colin decide, visto la scadenza del contratto con Ford, di passare al team Citroën, al volante della Citroën Xsara WRC.
Inizia bene con un 2º posto a Monte Carlo, ma continua male la stagione. Senza più podi e vittorie, e un misero settimo posto finale, la Citroën non gli rinnova il contratto.

### Altre apparizioni iridate

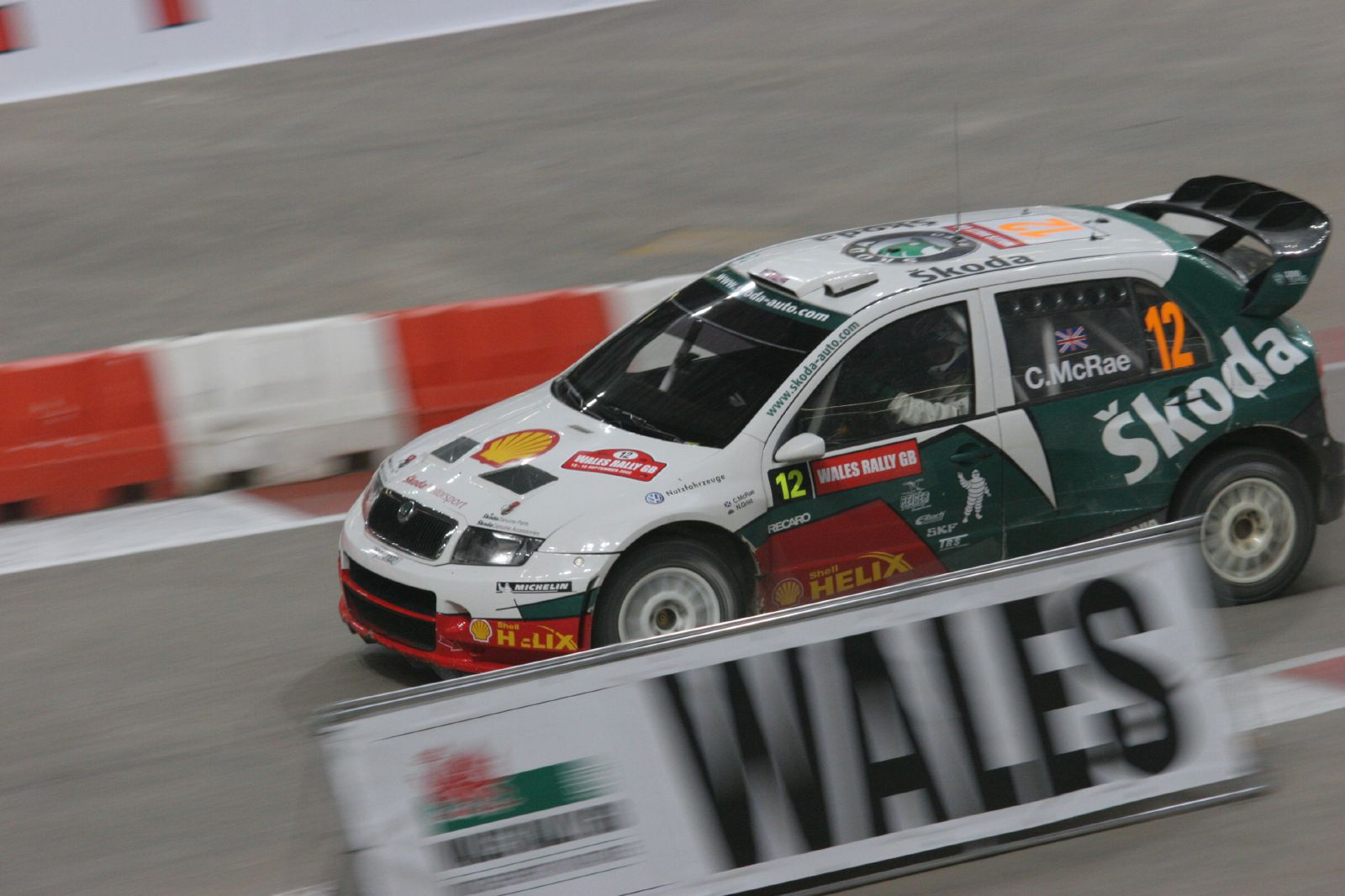
Colin McRae alla guida di una Škoda Fabia WRC in una prova speciale spettacolo del Rally di Gran Bretagna del 2005 al Millennium Stadium di Cardiff

Nonostante il suo ritiro dalle competizioni agonistiche come professionista, nel 2005 McRae viene chiamato dalla Škoda, per disputare a bordo della Škoda Fabia due gare del campionato: Gran Bretagna e Australia.
Nel tragico Rally di Gran Bretagna termina 7º, mentre in Australia è autore di una prestazione positiva: con una vettura che non è mai finita a podio e che non ha mai ottenuto grandi risultati, riesce a portare la macchina Ceca fino al terzo posto a poche speciali dalla fine. All'ultimo parco assistenza, il team decide di sostituire la frizione sulla vettura dello scozzese; è un'operazione di routine, ma a causa di un clamoroso errore dei meccanici, le cose vanno per le lunghe. McRae non riesce quindi a concludere il rally, venendo escluso dopo aver mancato il controllo orario.
L'anno dopo si presenta al via del Rally di Turchia, in sostituzione dell'infortunato Sébastien Loeb, ma si ritira per un guasto all'alternatore della sua Citroën Xsara quando era 7º.

## Risultati

### Risultati nel mondiale rally
| 1987 | Scuderia                  | Vettura       |  |    |  |  |  |  |  |  |  |  |  |  |     |  |  |  | Punti | Pos. |
| ---- | ------------------------- | ------------- |  | -- |  |  |  |  |  |  |  |  |  |  | --- |  |  |  | ----- | ---- |
| 1987 | British Junior Rally Team | Vauxhall Nova |  | 36 |  |  |  |  |  |  |  |  |  |  | Rit |  |  |  | 0     |      |

| 1988 | Scuderia      | Vettura         |  |  |  |  |  |  |  |  |  |  |  |  |     |  |  |  | Punti | Pos. |
| ---- | ------------- | --------------- |  |  |  |  |  |  |  |  |  |  |  |  | --- |  |  |  | ----- | ---- |
| 1988 | Peugeot Sport | Peugeot 205 GTI |  |  |  |  |  |  |  |  |  |  |  |  | Rit |  |  |  | 0     |      |

| 1989 | Scuderia              | Vettura     |  |    |  |  |  |  |   |  |  |  |  |  |     |  |  |  | Punti | Pos. |
| ---- | --------------------- | ----------- |  | -- |  |  |  |  | - |  |  |  |  |  | --- |  |  |  | ----- | ---- |
| 1989 | Gary Smith Motorsport | Ford Sierra |  | 15 |  |  |  |  | 5 |  |  |  |  |  | Rit |  |  |  | 8     | 34º  |

| 1990 | Scuderia     | Vettura                 |  |  |  |  |  |  |  |  |  |  |  |   |  |  |  |  | Punti | Pos. |
| ---- | ------------ | ----------------------- |  |  |  |  |  |  |  |  |  |  |  | - |  |  |  |  | ----- | ---- |
| 1990 | Shell UK Oil | Ford Sierra RS Cosworth |  |  |  |  |  |  |  |  |  |  |  | 6 |  |  |  |  | 6     | 34º  |

| 1991 | Scuderia                 | Vettura          |  |  |  |  |  |  |  |  |  |  |  |  |  |     |  |  | Punti | Pos. |
| ---- | ------------------------ | ---------------- |  |  |  |  |  |  |  |  |  |  |  |  |  | --- |  |  | ----- | ---- |
| 1991 | Subaru Rally Team Europe | Subaru Legacy RS |  |  |  |  |  |  |  |  |  |  |  |  |  | Rit |  |  | 0     |      |

| 1992 | Scuderia                 | Vettura          |  |   |  |  |  |   |     |  |   |  |  |  |  |   |  |  | Punti | Pos. |
| ---- | ------------------------ | ---------------- |  | - |  |  |  | - | --- |  | - |  |  |  |  | - |  |  | ----- | ---- |
| 1992 | Subaru Rally Team Europe | Subaru Legacy RS |  | 2 |  |  |  | 4 | Rit |  | 8 |  |  |  |  | 6 |  |  | 34    | 8º   |

| 1993 | Scuderia                | Vettura                               |  |   |   |     |   |     |  |   |  |   |  |  |     |  |  |  | Punti | Pos. |
| ---- | ----------------------- | ------------------------------------- |  | - | - | --- | - | --- |  | - |  | - |  |  | --- |  |  |  | ----- | ---- |
| 1993 | Subaru World Rally Team | Subaru Legacy RS e Subaru Impreza 555 |  | 3 | 7 | Rit | 5 | Rit |  | 1 |  | 6 |  |  | Rit |  |  |  | 50    | 5º   |

| 1994 | Scuderia                | Vettura            |    |     |  |     |     |     |   |  |   |   |  |  |  |  |  |  | Punti | Pos. |
| ---- | ----------------------- | ------------------ | -- | --- |  | --- | --- | --- | - |  | - | - |  |  |  |  |  |  | ----- | ---- |
| 1994 | Subaru World Rally Team | Subaru Impreza 555 | 10 | Rit |  | Rit | Rit | Rit | 1 |  | 5 | 1 |  |  |  |  |  |  | 49    | 4º   |

| 1995 | Scuderia                | Vettura            |     |     |   |   |   |   |   |   |  |  |  |  |  |  |  |  | Punti | Pos. |
| ---- | ----------------------- | ------------------ | --- | --- | - | - | - | - | - | - |  |  |  |  |  |  |  |  | ----- | ---- |
| 1995 | Subaru World Rally Team | Subaru Impreza 555 | Rit | Rit | 3 | 5 | 1 | 2 | 2 | 1 |  |  |  |  |  |  |  |  | 90    | 1º   |

| 1996 | Scuderia                | Vettura            |   |   |     |   |     |     |   |   |   |  |  |  |  |  |  |  | Punti | Pos. |
| ---- | ----------------------- | ------------------ | - | - | --- | - | --- | --- | - | - | - |  |  |  |  |  |  |  | ----- | ---- |
| 1996 | Subaru World Rally Team | Subaru Impreza 555 | 3 | 4 | Rit | 1 | Rit | Rit | 4 | 1 | 1 |  |  |  |  |  |  |  | 92    | 2º   |

| 1997 | Scuderia                | Vettura            |     |   |   |     |   |   |   |     |     |     |     |   |   |   |  |  | Punti | Pos. |
| ---- | ----------------------- | ------------------ | --- | - | - | --- | - | - | - | --- | --- | --- | --- | - | - | - |  |  | ----- | ---- |
| 1997 | Subaru World Rally Team | Subaru Impreza WRC | Rit | 4 | 1 | Rit | 4 | 1 | 2 | Rit | Rit | Rit | Rit | 1 | 1 | 1 |  |  | 62    | 2º   |

| 1998 | Scuderia                | Vettura            |   |     |     |   |     |   |   |   |   |     |   |   |     |  |  |  | Punti | Pos. |
| ---- | ----------------------- | ------------------ | - | --- | --- | - | --- | - | - | - | - | --- | - | - | --- |  |  |  | ----- | ---- |
| 1998 | Subaru World Rally Team | Subaru Impreza WRC | 3 | Rit | Rit | 1 | Rit | 1 | 5 | 1 | 5 | Rit | 3 | 4 | Rit |  |  |  | 45    | 3º   |

| 1999 | Scuderia | Vettura        |    |     |   |   |     |   |     |     |     |     |     |     |     |     |  |  | Punti | Pos. |
| ---- | -------- | -------------- | -- | --- | - | - | --- | - | --- | --- | --- | --- | --- | --- | --- | --- |  |  | ----- | ---- |
| 1999 | Ford     | Ford Focus WRC | SQ | Rit | 1 | 1 | Rit | 4 | Rit | Rit | Rit | Rit | Rit | Rit | Rit | Rit |  |  | 23    | 6º   |

| 2000 | Scuderia | Vettura        |     |   |     |     |   |     |   |   |   |   |     |   |     |     |  |  | Punti | Pos. |
| ---- | -------- | -------------- | --- | - | --- | --- | - | --- | - | - | - | - | --- | - | --- | --- |  |  | ----- | ---- |
| 2000 | Ford     | Ford Focus WRC | Rit | 3 | Rit | Rit | 1 | Rit | 1 | 2 | 2 | 2 | Rit | 6 | Rit | Rit |  |  | 43    | 4º   |

| 2001 | Scuderia | Vettura        |     |   |     |     |   |   |   |     |   |   |   |    |   |     |  |  | Punti | Pos. |
| ---- | -------- | -------------- | --- | - | --- | --- | - | - | - | --- | - | - | - | -- | - | --- |  |  | ----- | ---- |
| 2001 | Ford     | Ford Focus WRC | Rit | 9 | Rit | Rit | 1 | 1 | 1 | Rit | 3 | 2 | 8 | 11 | 5 | Rit |  |  | 42    | 2º   |

| 2002 | Scuderia | Vettura        |   |   |     |   |   |   |   |   |     |   |   |     |     |   |  |  | Punti | Pos. |
| ---- | -------- | -------------- | - | - | --- | - | - | - | - | - | --- | - | - | --- | --- | - |  |  | ----- | ---- |
| 2002 | Ford     | Ford Focus WRC | 4 | 6 | Rit | 6 | 6 | 3 | 1 | 1 | Rit | 4 | 8 | Rit | Rit | 5 |  |  | 35    | 4º   |

| 2003 | Scuderia       | Vettura           |   |   |   |     |     |   |   |   |     |   |   |   |   |   |  |  | Punti | Pos. |
| ---- | -------------- | ----------------- | - | - | - | --- | --- | - | - | - | --- | - | - | - | - | - |  |  | ----- | ---- |
| 2003 | Citroën Racing | Citroën Xsara WRC | 2 | 5 | 4 | Rit | Rit | 8 | 4 | 4 | Rit | 4 | 6 | 5 | 9 | 4 |  |  | 45    | 7º   |

| 2005 | Scuderia         | Vettura         |  |  |  |  |  |  |  |  |  |  |  |   |  |  |  |     | Punti | Pos. |
| ---- | ---------------- | --------------- |  |  |  |  |  |  |  |  |  |  |  | - |  |  |  | --- | ----- | ---- |
| 2005 | Škoda Motorsport | Škoda Fabia WRC |  |  |  |  |  |  |  |  |  |  |  | 7 |  |  |  | Rit | 2     | 22º  |

| 2006 | Scuderia    | Vettura           |  |  |  |  |  |  |  |  |  |  |  |  |     |  |  |  | Punti | Pos. |
| ---- | ----------- | ----------------- |  |  |  |  |  |  |  |  |  |  |  |  | --- |  |  |  | ----- | ---- |
| 2006 | Citroën WRT | Citroën Xsara WRC |  |  |  |  |  |  |  |  |  |  |  |  | Rit |  |  |  | 0     |      |

| Legenda | 1º posto | 2º posto | 3º posto | A punti | Senza punti | Ritirato | Squalificato | NP=Non partito C=Gara cancellata | Apice=Power stage |

### Vittorie nel Campionato del mondo rally
|    | Gara                                                | Stagione | Co-pilota    | Vettura               |
| -- | --------------------------------------------------- | -------- | ------------ | --------------------- |
| 1  | 23rd Rothmans Rally of New Zealand                  | 1993     | Derek Ringer | Subaru Legacy RS      |
| 2  | 24th Rothmans Rally of New Zealand                  | 1994     | Derek Ringer | Subaru Impreza 555    |
| 3  | 50th Network Q Rally                                | 1994     | Derek Ringer | Subaru Impreza 555    |
| 4  | 25th Smokefree Rally New Zealand                    | 1995     | Derek Ringer | Subaru Impreza 555    |
| 5  | 51st Network Q Rally                                | 1995     | Derek Ringer | Subaru Impreza 555    |
| 6  | 43rd Acropolis Rally of Greece                      | 1996     | Derek Ringer | Subaru Impreza 555    |
| 7  | 38º Rallye Sanremo – Rallye d'Italia                | 1996     | Derek Ringer | Subaru Impreza 555    |
| 8  | 32º Rallye Catalunya-Costa Brava (Rallye de España) | 1996     | Derek Ringer | Subaru Impreza 555    |
| 9  | 45th Safari Rally Kenya                             | 1997     | Nicky Grist  | Subaru Impreza WRC 97 |
| 10 | 41ème Tour de Corse – Rallye de France              | 1997     | Nicky Grist  | Subaru Impreza WRC 97 |
| 11 | 39º Rallye Sanremo – Rallye d'Italia                | 1997     | Nicky Grist  | Subaru Impreza WRC 97 |
| 12 | 10th API Rally Australia                            | 1997     | Nicky Grist  | Subaru Impreza WRC 97 |
| 13 | 53rd Network Q Rally                                | 1997     | Nicky Grist  | Subaru Impreza WRC 97 |
| 14 | 31º TAP Rallye de Portugal                          | 1998     | Nicky Grist  | Subaru Impreza WRC 98 |
| 15 | 42ème Tour de Corse – Rallye de France              | 1998     | Nicky Grist  | Subaru Impreza WRC 98 |
| 16 | 45th Acropolis Rally of Greece                      | 1998     | Nicky Grist  | Subaru Impreza WRC 98 |
| 17 | 47th Safari Rally Kenya                             | 1999     | Nicky Grist  | Ford Focus WRC        |
| 18 | 32º TAP Rallye de Portugal                          | 1999     | Nicky Grist  | Ford Focus WRC        |
| 19 | 36º Rallye Catalunya-Costa Brava (Rallye de España) | 2000     | Nicky Grist  | Ford Focus RS WRC 00  |
| 20 | 47th Acropolis Rally                                | 2000     | Nicky Grist  | Ford Focus RS WRC 00  |
| 21 | 21º Rally Argentina                                 | 2001     | Nicky Grist  | Ford Focus RS WRC 01  |
| 22 | 29th Cyprus Rally                                   | 2001     | Nicky Grist  | Ford Focus RS WRC 01  |
| 23 | 48th Acropolis Rally                                | 2001     | Nicky Grist  | Ford Focus RS WRC 01  |
| 24 | 49th Acropolis Rally                                | 2002     | Nicky Grist  | Ford Focus RS WRC 02  |
| 25 | 50th Inmarsat Safari Rally                          | 2002     | Nicky Grist  | Ford Focus RS WRC 02  |

## Rally Dakar, Le Mans e Monza Rally Show
Oltre a queste tre gare valide per il Mondiale Rally, le ultime della sua carriera, McRae partecipa a due edizioni consecutive (2004 e 2005) della Parigi-Dakar al volante di una Nissan. Nel 2004 vince diverse tappe ma arriva indietro per via di alcuni problemi tecnici e un insabbiamento. Nello stesso 2004, il pilota scozzese disputa la 24 Ore di Le Mans al volante di una Ferrari 550 Maranello GTS della Prodrive. Conclude la gara al nono posto assoluto, posizione che gli vale anche il terzo posto nella Classe GTS. Suoi compagni di equipaggio sono nell'occasione lo svedese Rickard Rydell e il britannico Darren Turner. Nel 2005, di nuovo alla Parigi-Dakar, è in testa tra le auto ma cappotta violentemente ed è costretto al ritiro.
McRae partecipa anche al Monza Rally Show su Škoda Fabia nel 2005, nel 2006 prende parte al Donegal National Rally, con una MG Metro 6R4 mentre nel 2007 fa varie apparizioni, tra cui una al Rally dell'Isola di Man, con la Ford Escort Mk2.

## La McRae R4
Nel 2005 Colin decide assieme a Dave Plant di progettare una vettura da rally con il suo nome, il nome scelto è McRae R4. La vettura viene costruita in un solo esemplare, con un motore da 2,5 litri aspirato che sviluppa 350 CV. L'auto prende forma ed è un'auto diversa dalle solite, si può infatti personalizzare liberamente con dei kit per l'uso nei Rally, nei Rallycross, nelle corse su ghiaccio e anche in pista. Colin decide di presentarla al Goodwood Festival of Speed nel 2007, dove riscuote i favori del pubblico. Quella manifestazione sarà l'ultima apparizione pubblica di McRae, che morirà qualche settimana dopo.

## La morte
Il 15 settembre 2007, McRae sale sul suo elicottero Eurocopter AS350 insieme al figlio di cinque anni Johnny e due amici di famiglia, Graeme Duncan e Ben Porcelli, quest'ultimo amico di sei anni di Johnny. A causa di un guasto o un errore, l'elicottero urta le cime di alcuni alberi e si schianta a un chilometro a nord di Lanark in Scozia, vicino alla casa della famiglia McRae; tutti e quattro i passeggeri muoiono nello schianto, a seguito del quale le fiamme divorano in poco tempo il velivolo.
L'annuncio della morte di McRae sostituisce il suo sito precedentemente attivo, ColinMcRae.com, tramite una schermata memoriale che comunica alcuni dettagli dello schianto e poi una breve frase da parte di Jimmy, padre di McRae, e un insieme di condoglianze. Nel novembre 2008, McRae viene immesso postumo nella Scottish Sports Hall of Fame.

### Funerale
Il funerale di Colin e di suo figlio Johnny ha luogo il 26 settembre al Crematorio di Daldowie vicino a Glasgow, condotto dai Reverendo Tom Houston, che ha fatto sposare i McRae, e Steven Reid, cappellano della scuola di Johnny. Al funerale, dove padre e figlio vengono cremati insieme, partecipano anche i piloti connazionali Jackie Stewart e Dario Franchitti.

### Reazione
L'annuncio della morte di Colin avviene durante le qualifiche del Gran Premio del Belgio di Formula 1, tramite il commentatore James Allen della ITV, e scuote tutti, ex-colleghi, rivali e fan. David Coulthard, amico di McRae che avrebbe rappresentato con lui la Scozia nella Race of Champions al Wembley Stadium il 16 dicembre, lo ricorda come "un individuo discreto ma straordinariamente talentuoso", e annuncia che correrà al successivo Gran Premio del Giappone con un casco dalla livrea simile a quella di McRae. Durante la gara finale del Scottish Rally Championship, la "Colin McRae Forest Stages" tenutasi a Perth a settembre 2007, la macchina numero 1 che McRae avrebbe guidato si trova parcheggiata al punto iniziale della griglia, dove i fan firmeranno un libro di condoglianze.
Nel videogioco Colin McRae: Dirt 2, esiste una serie di gare chiamata "Colin McRae Challenge", dedicata appunto a lui. Vincere la gara sblocca un video che si rivela un tributo.

### Indagini
Dopo lo schianto, una squadra investigativa della Air Accidents Investigation Branch arriva sulla scena in collaborazione con la Polizia di Strathclyde. I resti dell'elicottero vengono rimossi a Farnborough per indagini aggiuntive. Nel rapporto pubblicato il 12 febbraio 2009, la AAIB, non avendo raggiunto una conclusione definitiva per le cause dell'incidente, dichiara semplicemente: 
Il 6 settembre 2011 la giuria concluderà che McRae era responsabile dello schianto evitabile, che ha portato alla morte propria e dei suoi passeggeri. Dopo 16 giorni d'inchiesta, lo Sceriffo Nikola Stewart dichiara che McRae era coinvolto in un volo a bassa quota "superfluo e pericoloso" al momento dello schianto. Inoltre, McRae aveva la licenza per pilotare quel modello di elicottero, ma, stando a un'altra indagine, la licenza era scaduta due anni e mezzo prima, e McRae non aveva effettuato un controllo "competency check" nel 2006.

## Colin McRae Rally
Colin McRae ha ispirato il mondo dei videogiochi con una vasta produzione del gioco che porta il suo nome fino al secondo capitolo della serie Dirt.
- 1998 distribuzione della prima versione di Colin McRae Rally prodotta da Codemasters.
- 2000 distribuzione di Colin McRae Rally 2.0 per Sony PlayStation e PC.
- 2002 distribuzione per Game Boy Advance.
- 2003 distribuzione di Colin McRae Rally 3 su PlayStation 2.
- 2004 distribuzione di Colin McRae Rally 4.
- 2005 distribuzione di Colin McRae Rally 2005 (anche per Sony PSP e Nokia N-Gage).
- 2007 distribuzione di Colin McRae: DiRT per PC, Xbox 360 e Sony PlayStation 3.
- 2009 distribuzione di Dirt 2, anche per Nintendo Wii e Nintendo DS.
- 2011 distribuzione di Dirt 3.
- 2012 distribuzione di DiRT Showdown (spin-off della saga Colin McRae).
- 2013 distribuzione di Colin McRae Rally per dispositivi mobili (smartphone e tablet Android ed iOS).
- 2015 distribuzione di Dirt Rally.
- 2017 distribuzione di Dirt 4.
- 2019 distribuzione di Dirt Rally 2.0